# ウェンデル・ボルマン

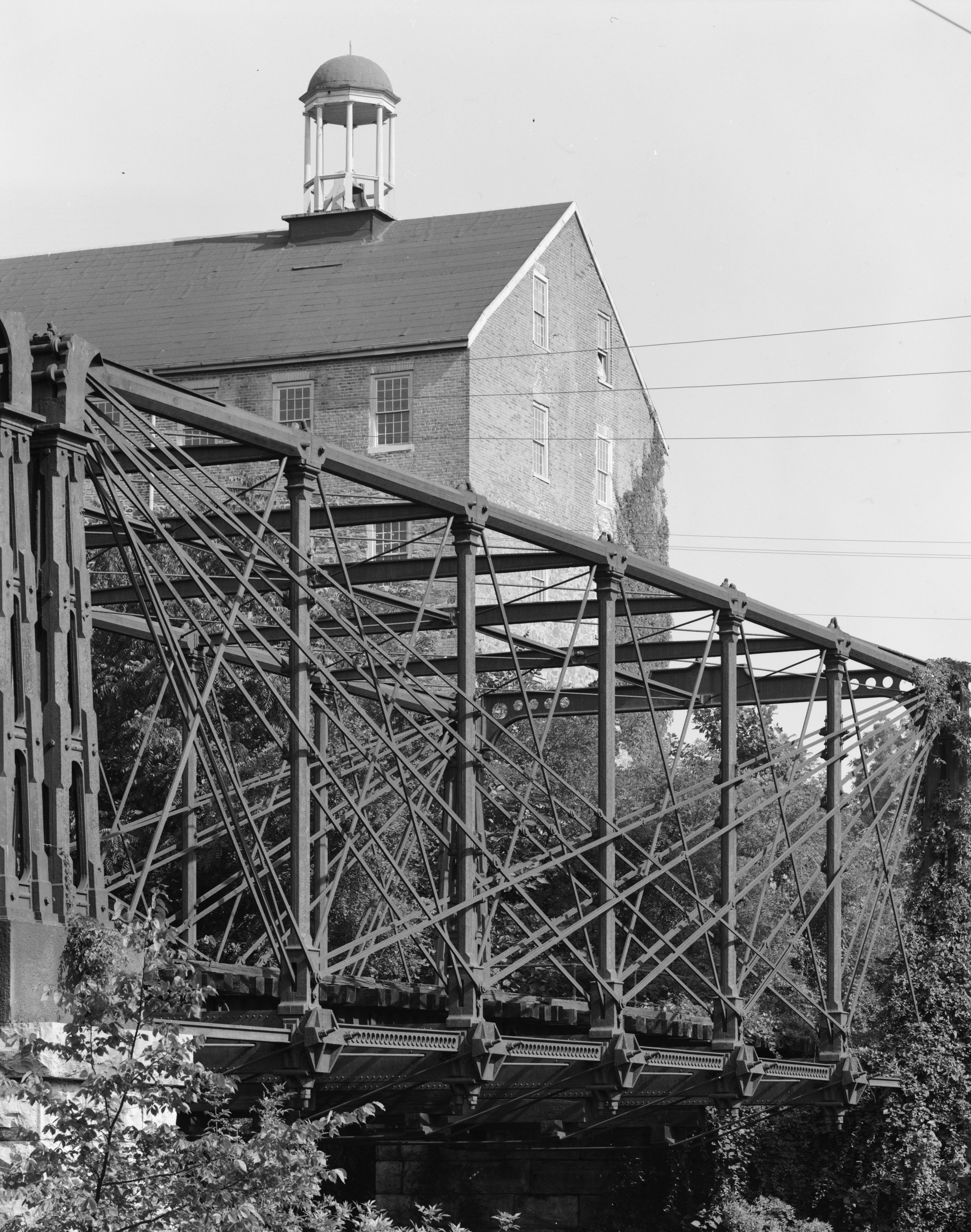
メリーランド州サヴェージのボルマン・トラス鉄道橋（1970年撮影）

ウェンデル・ボルマン（Wendel Bollman、1814年1月21日 - 1884年）は、アメリカ合衆国の土木工学者。独学で土木工学を学び、設計した鋼鉄製鉄道橋で著名である。ボルマンが特許を取得した「ボルマン・トラス」を採用した橋としては、メリーランド州ハワード郡サヴェージにあるボルマン・トラス鉄道橋が唯一現存している。これ以外のボルマンが携わった橋として、ペンシルベニア州サマセット郡マイアーズデール近くのウィルズ・クリーク・ボルマン橋も現存するが、こちらは一般的なワーレン・トラスを採用した橋である。

## 生涯
ボルマンは、アメリカ合衆国メリーランド州ボルチモアで、ドイツ移民の夫妻の間に8人兄弟の7番目として誕生した。彼の父はボルマンが11歳の時に死去したため、ボルマンは学校を辞め、家族を支えていかなくてはならなかった。ボルマンがキャリアをスタートさせたのは、1828年に大工としてボルチモア・アンド・オハイオ鉄道（英語: Baltimore and Ohio Railroad, B&O）に入社してからだった。この時、ボルチモア・アンド・オハイオ鉄道はちょうど線路の敷設を始めた時期であった。その後、彼は家を建てるためにボルチモア・アンド・オハイオ鉄道を短期間で辞めた。この時期にボルマンはアン・スミスと結婚し、後に10人の子供を授かっている。1837年にボルチモア・アンド・オハイオ鉄道に大工として復職したが、間もなくベンジャミン・ヘンリー・ラトローブ2世によって、線路監督に推薦された。メリーランド州中部におけるボルチモア・アンド・オハイオ鉄道初期の橋梁は、石造りのアーチ橋が採用されていたが、バージニア州ハーパーズ・フェリーを境に、その西側では木橋が一般的になった。ボルマンはそれらの一部の設計に携わるようになった。1848年には、路線の全橋梁の責任者になった。木橋は耐用年数が10年ほどしかないとされることから、ボルマンは自身の鉄橋の使用箇所を探し始めた。この時、路線の中で鉄橋は限られた場所でのみ使用されていた。1849年にニューヨーク・アンド・エリー鉄道で発生した鉄橋崩落の後、この路線での鉄橋の使用を止めてしまった。

## 橋梁設計

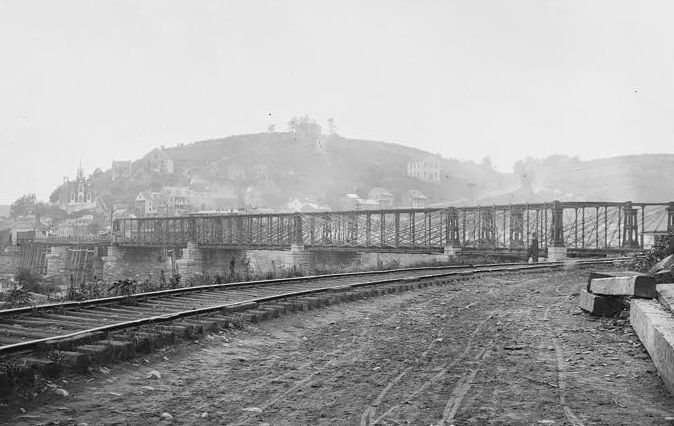
ボルマンの設計したハーパーズ・フェリー橋（1862年撮影）

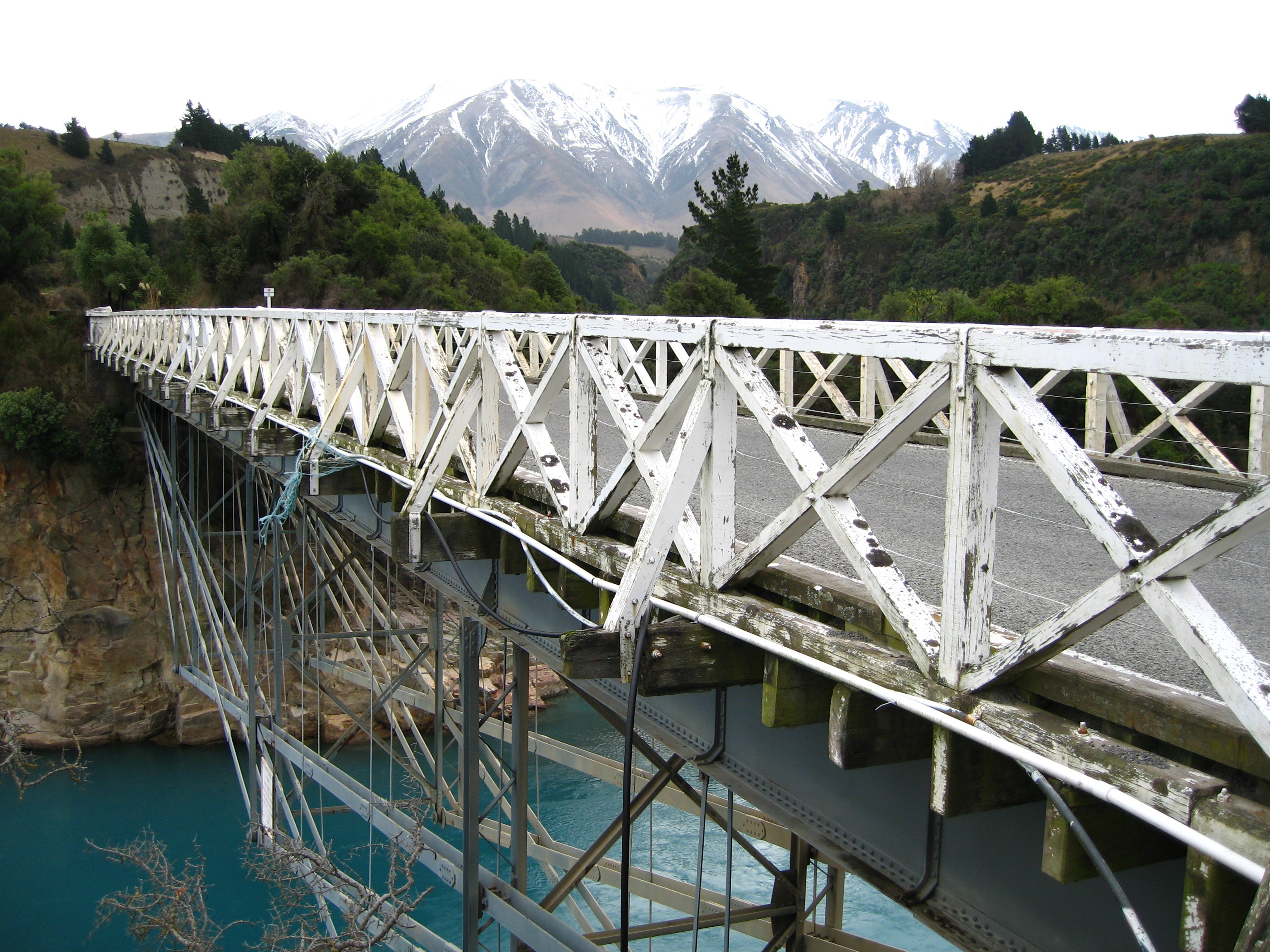
ニュージーランドのオールド・ラカイア・ジョージ橋

ボルマンは、鉄橋のための新たなトラス橋設計を始め、1849年になるとラトローブ2世がボルチモア・アンド・オハイオ鉄道の短径間の橋2つに使用することを許可した。1851年、ボルマンはハーパーズ・フェリーに架けられていた長さ124フィート（37.8m）の木橋を架け替えた。これは、後に彼の架橋した橋の中で最も著名なものとなり、南北戦争の間、敵軍の攻撃によって何度も落橋したため、彼の発明した形式で何度も再架橋された。ボルマンは、自身のトラス構造が崩落しない様、各部材の余力を考慮した。この時代は、しばしば橋梁は具体性のない抽象的な理論を用いて設計されていたが、ボルマンは数学と模型製作を用いて設計していた。

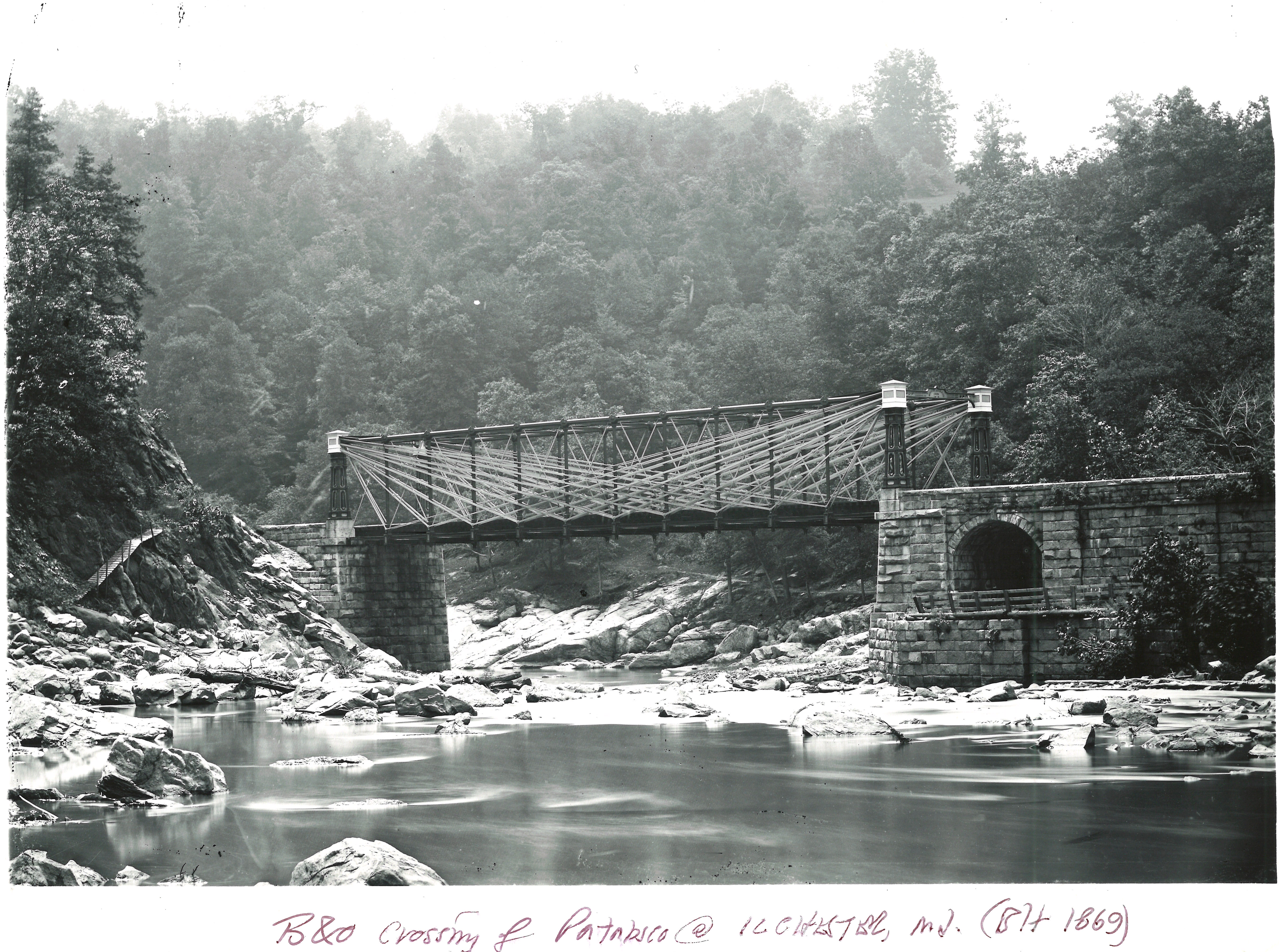
イルチェスターのパタプスコ川に架橋されていたボルマン・トラス橋。この橋は洪水によって落橋した

1852年1月6日、ボルマンは「ボルマン・トラス」として知られるようになる彼独自のトラス形式の特許（特許番号：8,624）を取得した。ボルマンは、ボルチモア・アンド・オハイオ鉄道を退職し、1858年にW・ボルマン・アンド・カンパニー（英語: W. Bollman and Company）をジョン・クラーク（英語: John Clark）、ジョン・H・テグマイヤー（英語: John H. Tegmeyer）と共に設立した。退職したもののボルチモア・アンド・オハイオ鉄道は、橋梁の設計に関してボルマンとの契約を継続した。なお、ボルマンの設計した橋梁すべてでボルマン・トラスが使用されたわけではなかった。W・ボルマン・アンド・カンパニーは1863年頃に解散したが、ボルマンは2年後にパタプスコ・ブリッジ・アンド・アイアン・ワークス（英語: Patapsco Bridge and Iron Works）を設立し、死去する1884年まで活動した。彼の会社は、アメリカ合衆国東部のみならず、キューバやメキシコ、チリでも橋梁を建設した。
木橋を置換えて設置されたこれらの橋梁は、木橋と比較して大幅に耐久性が高かったにもかかわらず、ボルマンの橋はその多くが現存していない。これは、橋梁の建設時から鉄道設備が変化したことが原因である。19世紀末になると安価に鋼鉄を製造する新技術が発明され、鉄道橋でも使用されるようになった。鋼鉄橋は、更に重い機関車の通行を可能にし、錬鉄や鋳鉄を用いた橋は、鉄の再利用が容易であったことから、すぐに廃れることとなった。サヴェージの橋は、紡績工場用の専用支線として、工場が1947年に閉鎖されるまで使用され、今日まで現存することとなった。マイアーズデールの橋は、1910年代に道路橋として移設の上、転用された。この橋は2007年に2回目の移設が行われ、グレート・アルゲイニー・パッセージの30.5マイルポストで新たに使用されることになった。ハーパーズ・フェリーの橋は、1936年3月の洪水で落橋した。
ボルマンが重要なのは、独学で工学を修めた人々の中で最も成功した人物というだけでなく、彼がおそらく最後の人物であったからでもある。彼は、直感的なエンジニアリングから正確なエンジニアリングへと移行する過渡期における代表的な人物だといえる。—フランク・グリッグズ・ジュニア
ニュージーランド南島のオールド・ラカイア・ジョージ橋は1882年から使用されているボルマン・トラスの設計を活用した橋で、ニュージーランド遺産のカテゴリIに登録されている。